# Epitaph (песня King Crimson)
Epitaph (в переводе с англ. — «Эпитафия») — третий по счёту трек с альбома In the Court of the Crimson King британской прогрессив-рок-группы King Crimson. Эта песня вместе с другой — «21st Century Schizoid Man» с этого же альбома — вышла синглом в 1976 году.

## Текст
Текст песни, написанный Синфилдом, крайне поэтичен и метафоричен, наполнен недвусмысленными символами («лавровый венок», «врата судьбы», «семена времени»). Основные темы, затронутые здесь — отчаяние, отчуждение, страх за судьбу человечества, крушение всяческих надежд, что даёт отсылки к антиутопии.
Вот-вот обрушится стена
С посланьями пророков.
Блестят на солнце, смерть суля,
Орудья злого рока.
Разрушат всех до одного
Кошмары и мечты,
Утонут крики без следа
В объятьях тишины.
Смятенье оборвет мой путь...
Наверно, сможем мы когда-нибудь
Посмеяться и немного отдохнуть,
Но боюсь, что завтра буду плакать...<...>
Смертельно знание, если нет
Ни правил, ни основ.
Я вижу судьбы всех людей,
Весь мир — в руках глупцов.Перевод Екатерины La Liberte

## Звучание
Звучание композиции основано на «похоронной» фоновой игре меллотрона, нежных пассажах акустической гитары, резких и ритмичных, почти маршевых ударных и эмоциональном вокале Грега Лейка. Готическая тревожность песни дополняет соответствующую лирику. Композиция включает две инструментальных части: «March for No Reason» и «Tomorrow And Tomorrow», одна из которых расположена между куплетами, а вторая завершает композицию.

## Участники записи
- Роберт Фрипп — гитара,
- Грег Лейк — вокал, бас-гитара
- Иэн Макдональд — саксофон, меллотрон, клавишные
- Майкл Джайлз — ударные, перкуссии
- Питер Синфилд — текст